# Andrzej Markowiak
Andrzej Markowiak (Namysłów; 27 de Março de 1951) é um político polonês e membro do Sejm 2001-2005.